# Hamr na Jezeře
Hamr na Jezeře (německy Hammer am See) je obec na severu bývalého vojenského prostoru Ralsko, ve východní části okresu Česká Lípa. V poválečných letech byla jedním ze středisek těžby uranové rudy, nyní se vrací mezi rekreační zónu na břehu Hamerského rybníka (jezera), s nedalekou zříceninou hradu Děvín a řadou přírodních rezervací. Žije zde 471 obyvatel.

## Historie
Poprvé připomínána roku 1322, kdy je zmíněn rytířský rod Mikuláše Blekty z Útěchovic (místní část obce Hamr na Jezeře) – jako městečko s hamrem na zpracování železné rudy z nedalekých dolů, zejména na Děvíně a Hamerském Špičáku. Doly byly v 19. století opuštěny. Jejich pozůstatky spolu s okolím byly nyní začleněny do přírodní památky Děvín a Ostrý.

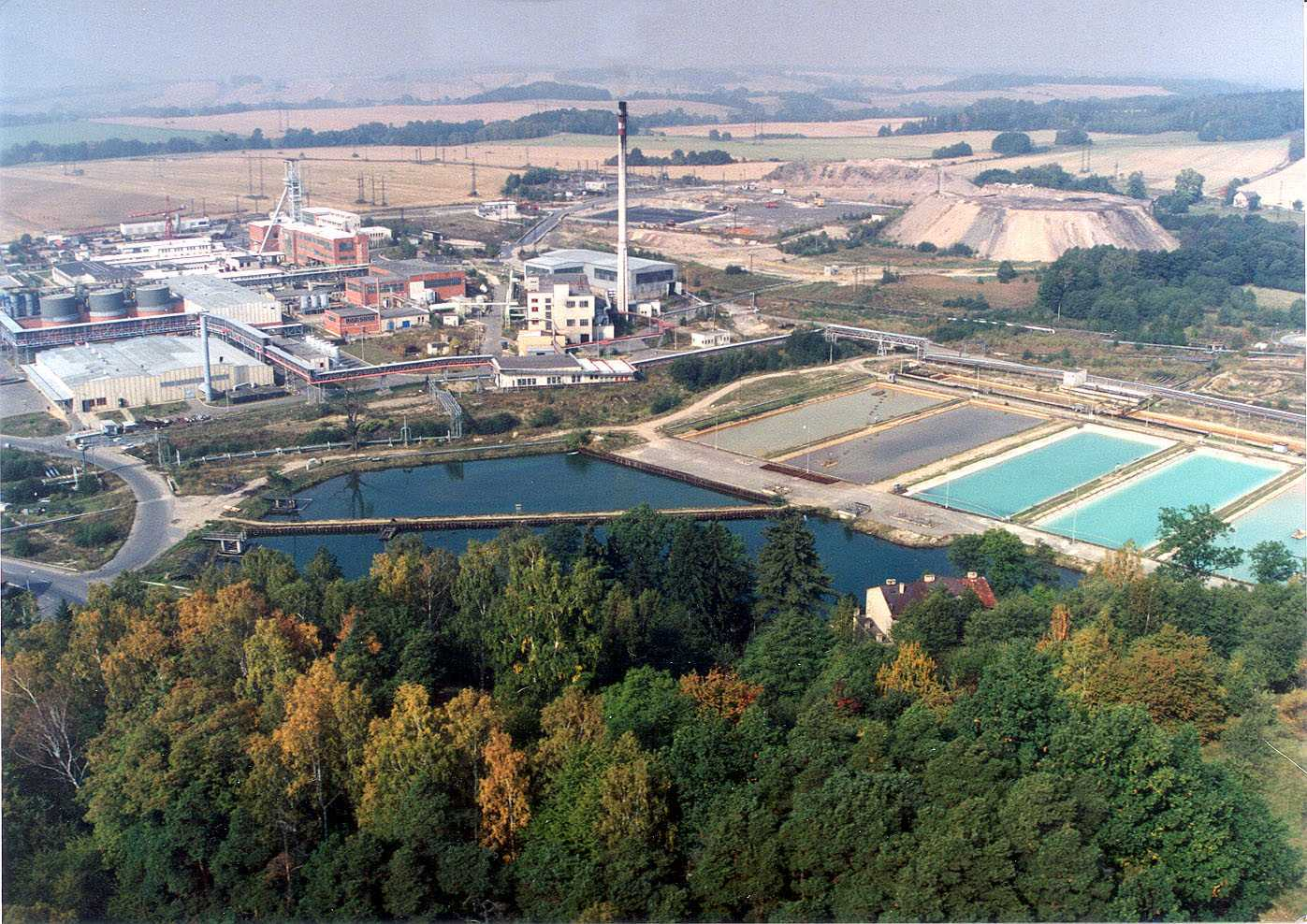
Důl Hamr I, jáma číslo 3 na leteckém snímku z roku 1980

V 16. století byl založen Hamerský rybník (nazývaný Hamerské jezero) o rozloze 57 ha a koncem 19. století se stal i díky okolním borovým lesům oblíbeným cílem rekreace. Na jeho březích byly vybudovány písečné pláže. Vily zde vystavěli nejen původní němečtí obyvatelé a sídlo zde měl i český prezident v tzv. Vládní vile, která u jezera po celkové rekonstrukci stojí dodnes, Národnímu památkovému ústavu se však pro tradované označení vily čp. 99, nazývané v roce 1949 Krejzovou vilou, za vládní vilu doposud nepodařilo získat žádné věrohodné podklady. Od železniční stanice Křižany (trať z Liberce do České Lípy) k Jezeru (Hamerskému rybníku) jezdil[kdy?] omnibus, druhý jezdil od stanice Brniště.
U hráze rybníka byla postavena středověká pevnůstka, v 17. století přestavěna na zámek, později hájovnu, dnes sloužící jako rekreační objekt. V roce 1782 byla instalována sochařem Antonínem Maxou (rodákem z Hamru na Jezeře) socha sv. Jana Nepomuckého. Tato kulturní památka se zachovala se dodnes, neboť byla v roce 2009 obcí Hamr na Jezeře celkově obnovena a zrestaurována stejně jako další kulturní památka "Sousoší Piety", které stojí v nově založeném parku na náměstí v tzv. „Dvořákových katalpových sadech“, založených v roce 2011. V roce 2008 byla obcí Hamr na Jezeře restaurována další kulturní památka – kaple Panny Marie Pomocnice křesťanů z roku 1832, která stojí na Křížovém vrchu nad obcí.
Od 25. listopadu 2003 obec užívá znak a vlajku.

## Těžba uranu
Okolí bylo poškozeno po roce 1945 těžbou uranu. Z rybníka se kvůli těžbě ztrácela voda, v okolí vyrostly těžební stavby, rekreační zařízení začala chátrat, po roce 1968 až sem zasahovalo sovětské vojenské pásmo. V obci je stále funkční stanice Báňské záchranné služby – Hamr. Těžba uranu byla v okolí obce zcela ukončena. Všechny objekty po těžbě byly postupně asanovány a zrekultivovány. Hamr na Jezeře se tak vrací ke svému původnímu určení, k rekreaci a turistice.
Pro likvidaci nadzemních částí hlubinného uranového dolu Hamr I, kde se uran těžil v letech 1971 až 2001, byla získána dotace Evropské unie. Kontaminovaná věž s důlním výtahem bude zlikvidována do roku 2015. Na jejím místě bude vybudován památník na trase naučné stezky. Dne 25. 8. 2015 byla srovnána se zemí stavba důlní věže a bude zde vybudován památník věnovaný těžbě uranu v České republice.

## Rekreační centrum - lázeňská obec
Po roce 1990 došlo k útlumu těžby a znovu napuštěné Hamerské jezero o rozloze 56 ha – historicky Bad Hammer am See (správný oficiální schválený název pro vodní dílo[zdroj?]) – i s okolím se vrací k roli oblíbeného rekreačního areálu. Po obou stranách Hamerského rybníka stojí řady chatových kolonií a byl obnoven provoz koupaliště. Hamerské jezero, které bylo vráceno do majetku obce v roce 2004, je přírodním koupalištěm s jednou z nejkrásnějších pláží v ČR dlouhou téměř 400 metrů. V prostoru pláže se nalézá atraktivní lanový park v korunách stromů, obří vzduchová trampolína, dětský FITNESS koutek, půjčovna lodí a šlapadel, minigolf a stánky s občerstvením. V roce 2013 je zde otevírána pláž pro nudisty a v roce 2012 byly otevřeny jako jediné v ČR i oddělené pláže pro psy.

### Autokemp Hamr
V roce 1990 zde bylo Veřejné tábořiště a chatová osada Hamr na adrese Školní 44, Hamr. Provozovatel byl MNV, 47127 Stráž pod Ralskem. Tehdy s oddůvodněním vypuštění Hamerského jezera zde byla rekreace pozastavena. Nyní je název rekreačního střediska Autokemp Hamr na Jezeře, které provozuje Obec Hamr na Jezeře společně s koupalištěm a písečnou pláží od roku 2007, kdy obec soudní cestou získal zpět svůj majetek. Autokemp Hamr na Jezeře je od roku 2009 každoročně hodnocen mezi TOP 25 nejlepšími kempy v ČR v každoročně je mezi prvními třemi provozovanými kempy v Libereckém kraji.

## Doprava, turistika
Do obce nevede železnice, spojení autobusy je však dostatečné jak směrem na Českou Lípu, tak na Liberec. Vede tudy červená turistická trasa od Stráže pod Ralskem na Osečnou a začíná zde trasa zelená vedoucí na sever. Z obce byl vybudován místně modře značený turistický naučný okruh dlouhý 9 km, spojující celou řadu přírodních i kulturních památek (Děvín, Divadlo, Stohánek, Rašeliniště Černého rybníka, Jelení vrchy, Široký kámen). Okolí Hamru na Jezeře je známo jako Cykloráj Podralsko a samotná obec Hamr na Jezeře jako Riviéra severu. Byly zde vybudovány nové Cyklostezky a stezky pro IN-LINE bruslaře. Jsou zde vyznačeny cyklotrasy 3046 a 3007.

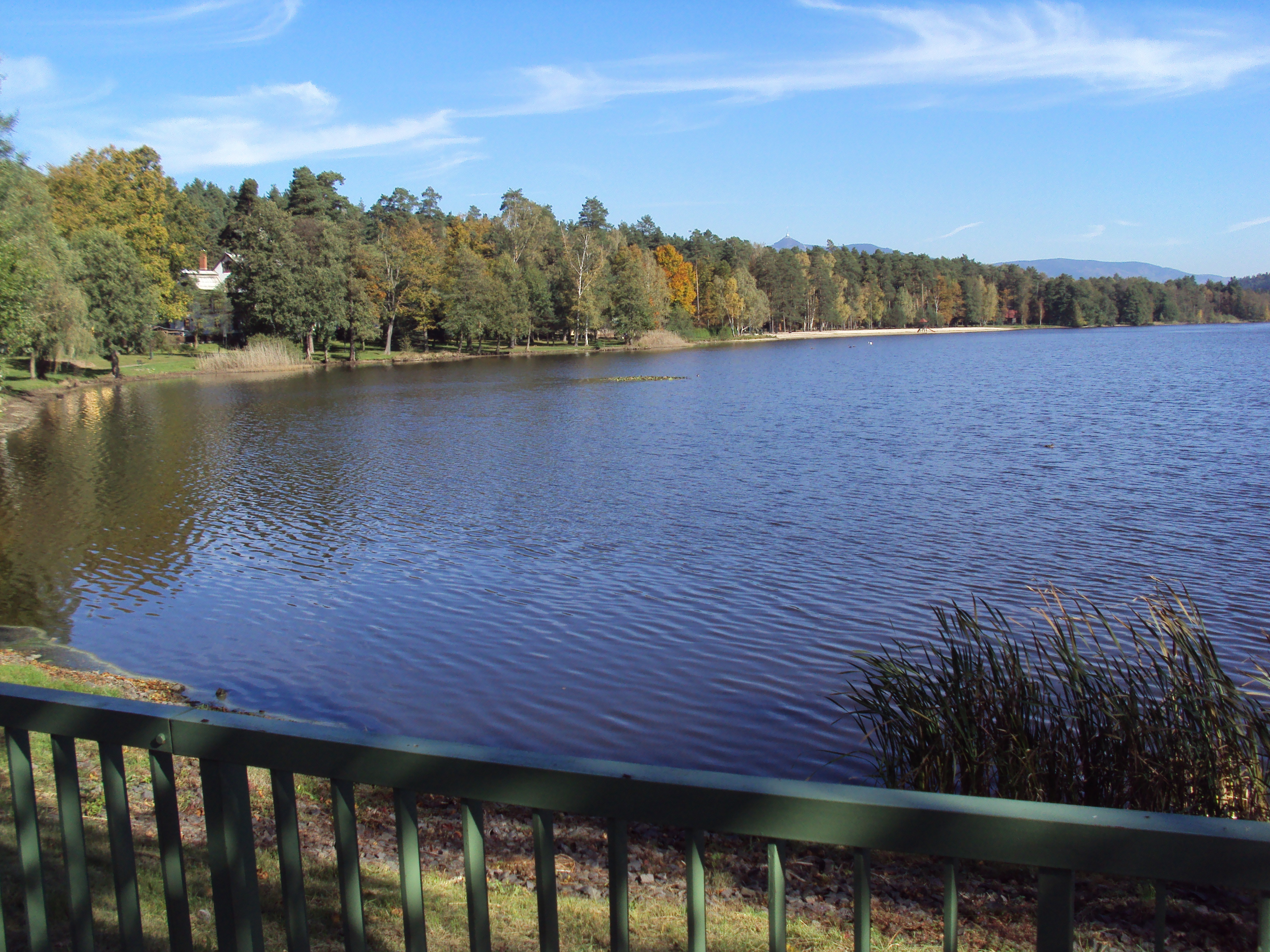
Pláž koupaliště u Hamerského rybníka
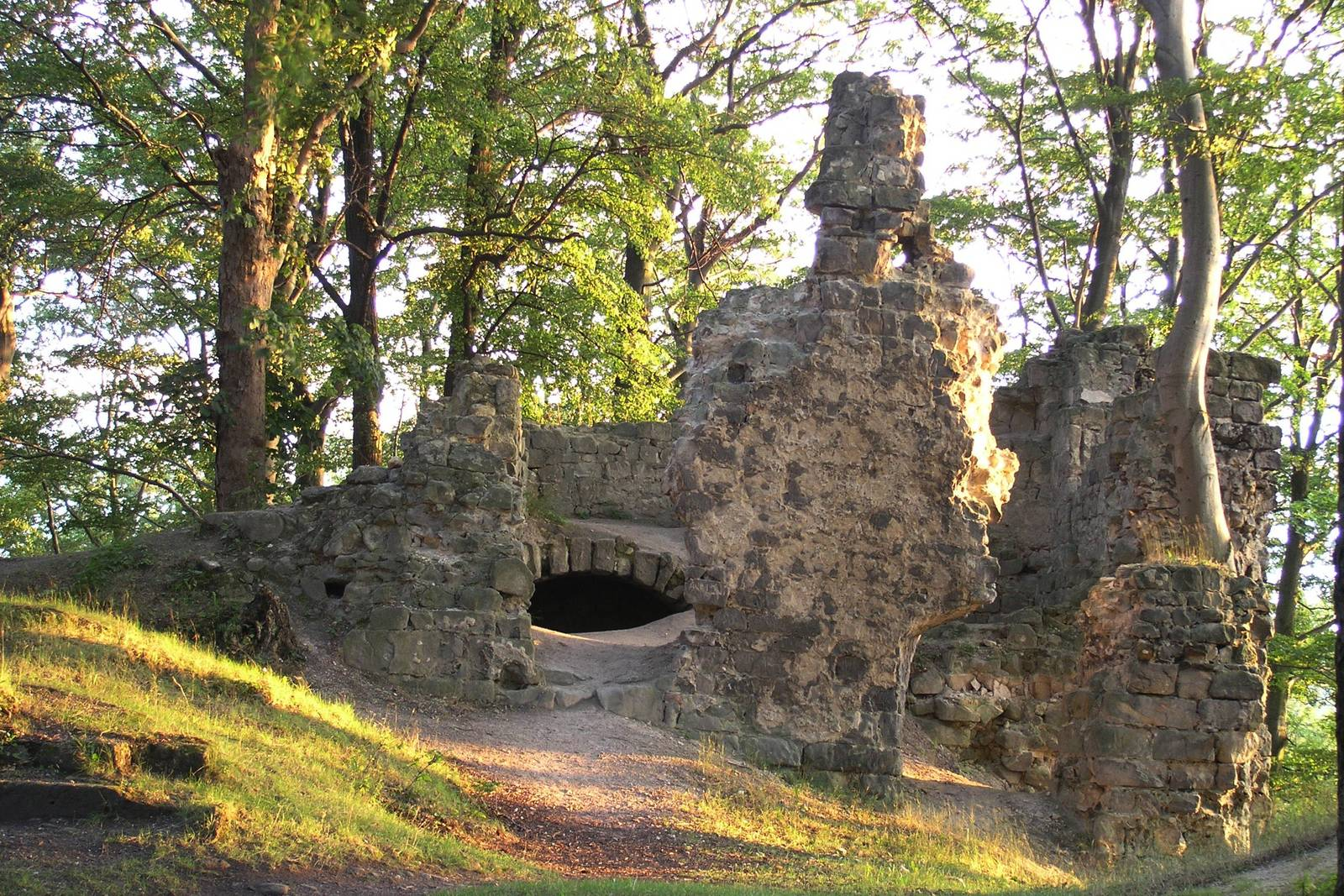
Hrad Děvín ze 13. století
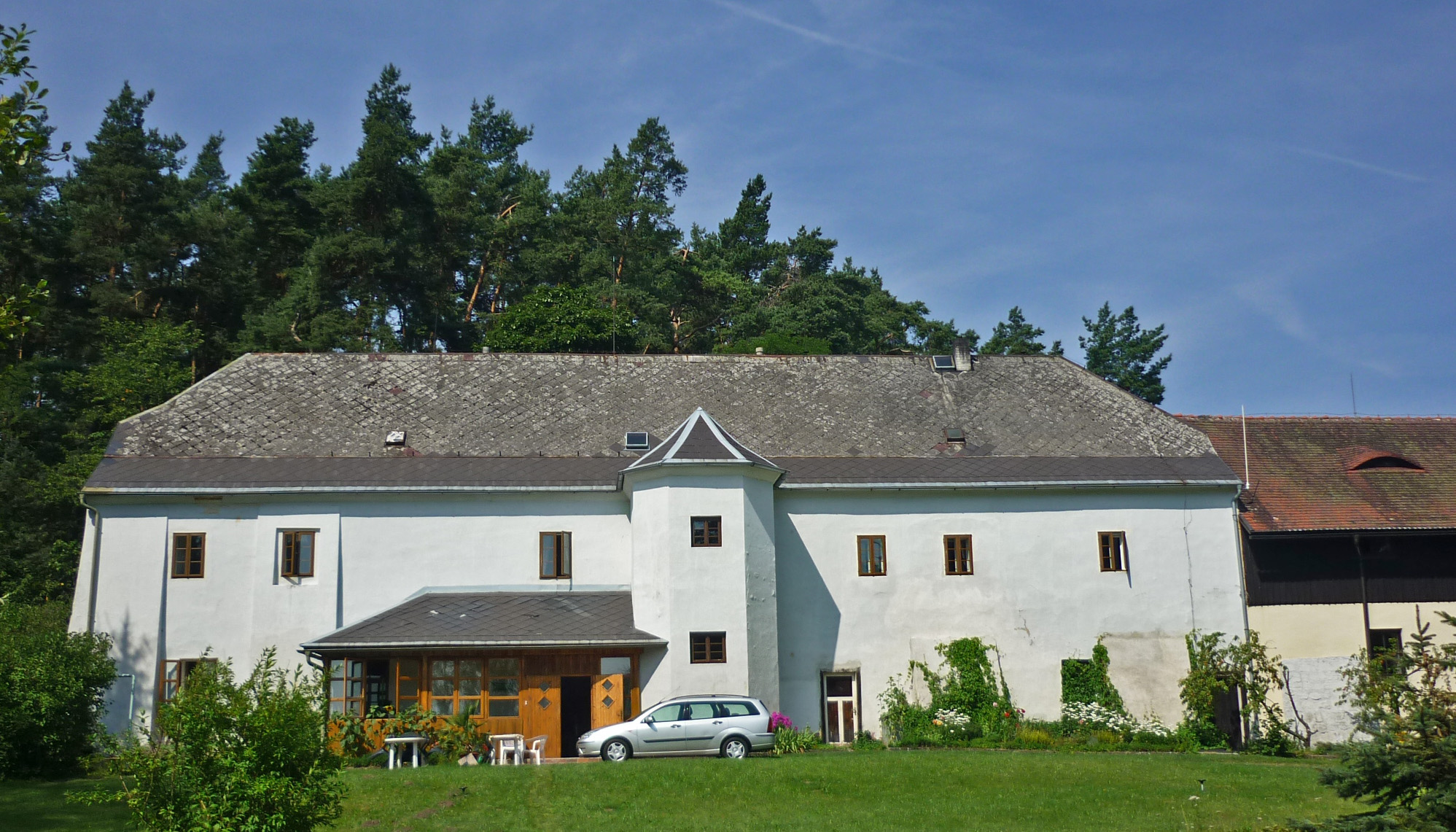
Tzv. zámeček v Hamru
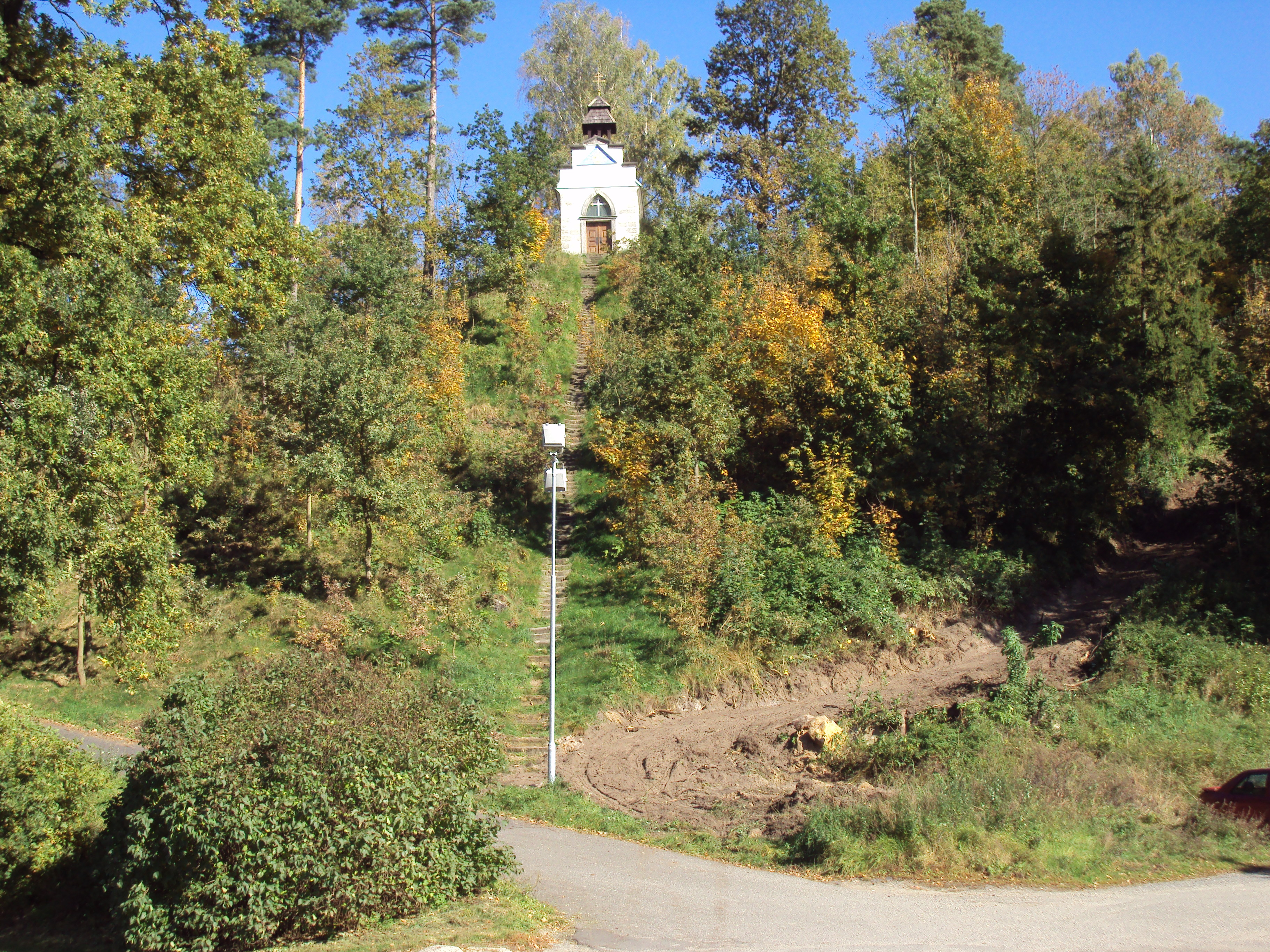
Kaple Panny Marie
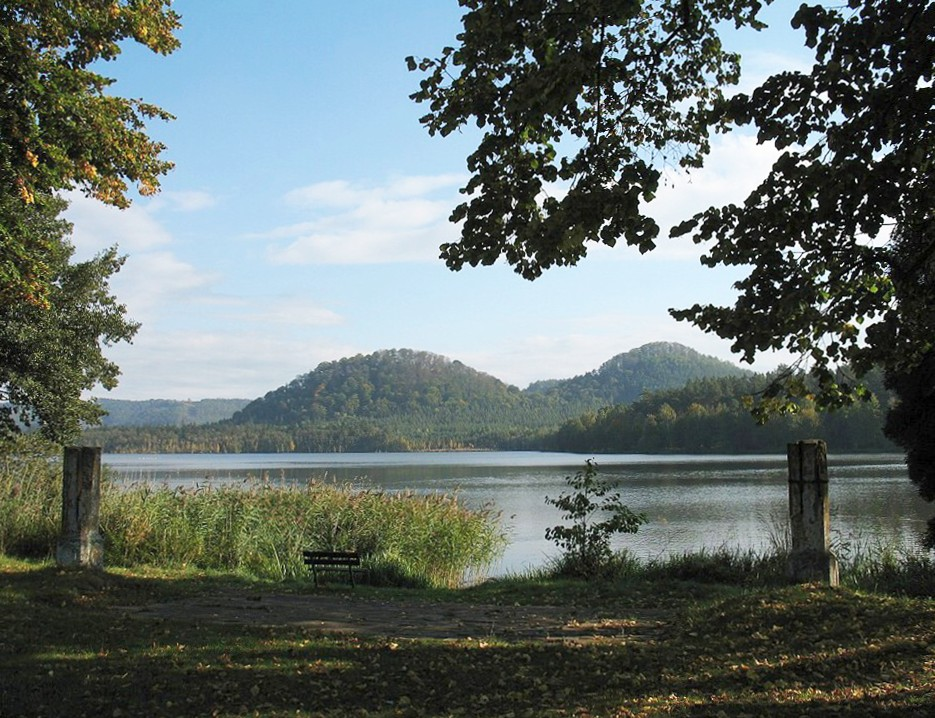
Hamerský rybník, Děvín a Hamerský Špičák
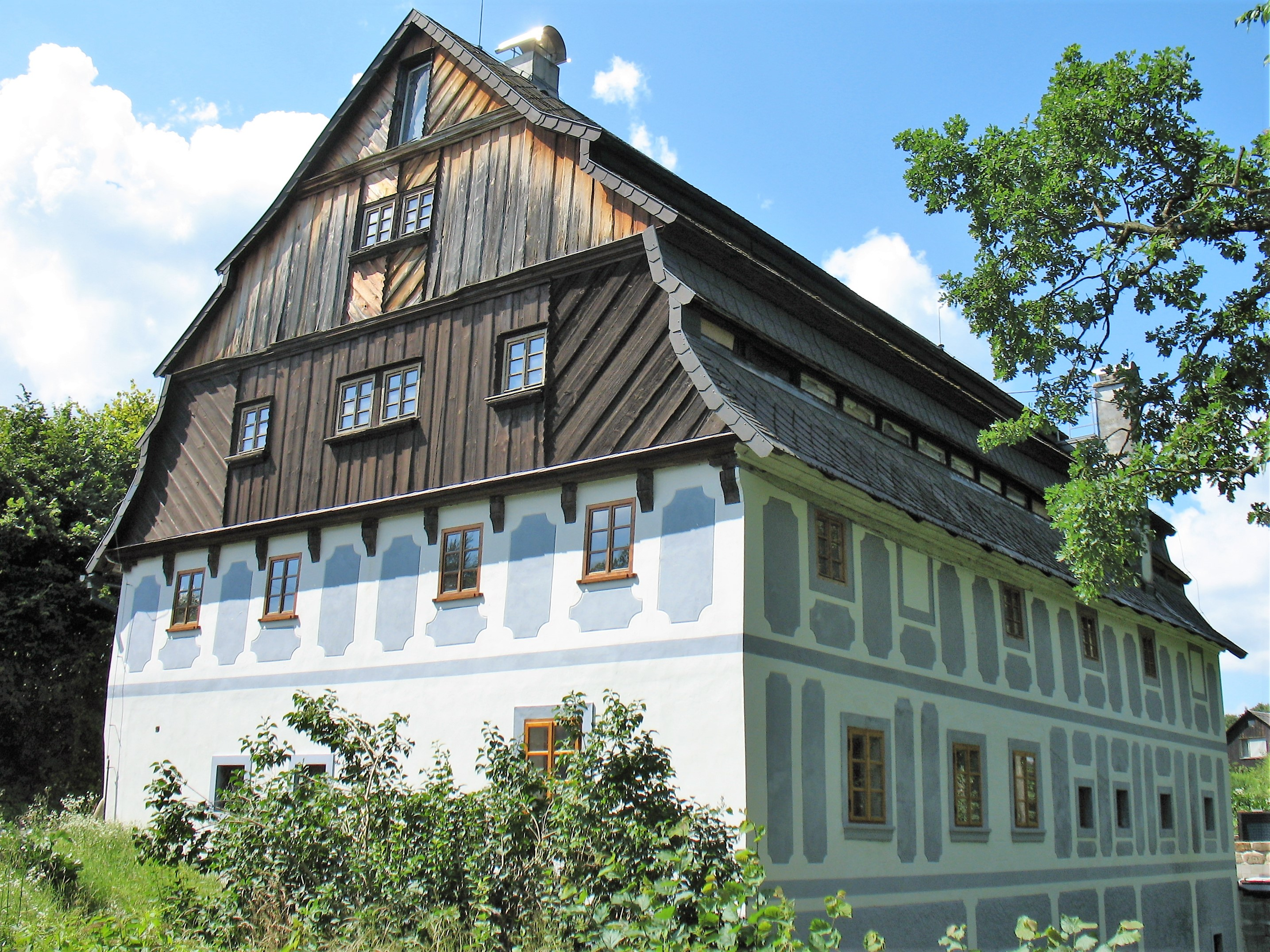
Barokní papírna poblíž Útěchovic

## Památky vokolí
- Jižně od městečka jsou rozsáhlé zříceniny kdysi významného hradu Děvín z 13. století[16] a skalního hrádku Stohánek.
- Severně od Hamru poblíž místa, kde se stýkají hranice katastru Hamru na Jezeře, Břevniště a Útěchovic stojí barokní papírna z druhé poloviny 17. století.
- Na jedné z křižovatek v lese za obcí je pomník, připomínající zdejší nešťastné úmrtí (při autonehodě) generálmajora Antonína Sochora (mj. hrdina Sovětského svazu) v roce 1950.[17]

## Hamr ve filmu
V Hamru na Jezeře a blízkém okolí natáčel v létě roku 1952 režisér Bořivoj Zeman filmovou komedii Dovolená s Andělem s Jaroslavem Marvanem v hlavní roli.

## Místní části
- Hamr na Jezeře
- Břevniště
- Útěchovice – sídlo rytířského rodu Blektů z Útěchovic (mj. jim patřil i zámek v Dětenicích)